# Edificio Comodoro Hotel
Comodoro Hotel es un edificio de altura con 11 pisos de elevación. Es uno de los más representativas edificaciones de altura del panorama urbano de la ciudad de Comodoro Rivadavia (provincia del Chubut). Está ubicado en el barrio Centro, sector microcentro al costado de la ex Estación Comodoro Rivadavia y a pocas cuadras de la terminal de ómnibus. Sector siempre estratégico para viajeros y turistas.

## Historia
El edificio se construyó en medio de una época de expansión social y económica de la ciudad conocido como Boom Petrolero. La aparición de estas estructuras de altura respondió a problemas habitacionales y de espacio que se salvaguardaron con este tipo construcciones. La altura que el Comodoro Hotel detentaba, junto con otros edificios de la época, era totalmente desconocida en una ciudad que tenía la apariencia de pueblo; sus habitantes percibieron las dimensiones de esta edificación y las otras como rascacielos.En este contexto, se ideó construir el primer hotel en altura en la ciudad.
Data del año 1962, lo que también lo hace uno de los primeros edificios de altura de Comodoro. Sus características son de forma rectangular con persianas en las ventanas. No cuenta con cocheras subterráneas ni exteriores. Nació como una propuesta disruptiva: un hotel de 8 pisos, entre piso de confitería, un piso de recreación y un último dedicado a un salón panorámico en pleno centro y frente a la estación matriz del ferrocarril Comodoro Rivadavia a Colonia Sarmiento. Su éxito y brillo no tardaron en impactar y dejar su huella en Comodoro Rivadavia. Aun para los años 1980 el edificio se lucía en el panorama urbano comodorense como imponente con fachada antigua muy interesante. Además, hasta la llegada de nuevos competidores se destacaba por ser la única estructura de altura con tantos pisos en hotelería.
Durante varios años diversos artistas y figuras a nivel nacional e internacional se alojaron aquí.
Vizental lo administró durante los primeros años y en 1975 lo compró el sindicato de SUPE que lo retuvo cinco años para luego subastado y adquirido por la sociedad Roqueta y Celentano. En 1995, Celentano decidió vender su parte de la sociedad y así los hermanos propietarios del Austral Hotel Antonio, Alicia y Ricardo Roqueta obtuvieron el 100 % del paquete accionario. 
El último gran cambió que vivió el edificio fue el rediseño urbanístico del área pública donde está ubicado. Actualmente, dejo de ser un estacionamiento público para convertirse en un espacio de recreación para jóvenes y adolescentes. Sin embargo, esto limitó el estacionamiento para el hotel.

## Hotel
En sus primeros años en el mismo edificio llegaron a funcionar rubros adicionales como el casino propio inaugurado en 1973, una peluquería, una discoteca famosa y la confitería propia Lobby bar. Actualmente, solo la confitería sobrevive y alquila desde 2004 parte de su infraestructura como oficinas a la Escuela Nacional de Experimentación y Realización Cinematográfica y empresas petroleras.
El Hotel Comodoro cuenta con 105 habitaciones de tres tipos: superior, estándar y unas más pequeñas que dan al pulmón del edificio.
Históricamente, su huésped más recurrente fue el cliente corporativo del rubro petróleo como minería. Igualmente es elegido frecuentemente por visitadores médicos, viajantes vendedores, viajeros que llegan a la ciudad por salud y turistas de paso que suele venir desde diciembre a marzo.

En su pasado cuando la tecnología era otra y tiempos de bonanza económica llegó a contar con 60 empleados; mientras que hoy cuenta con 20. 

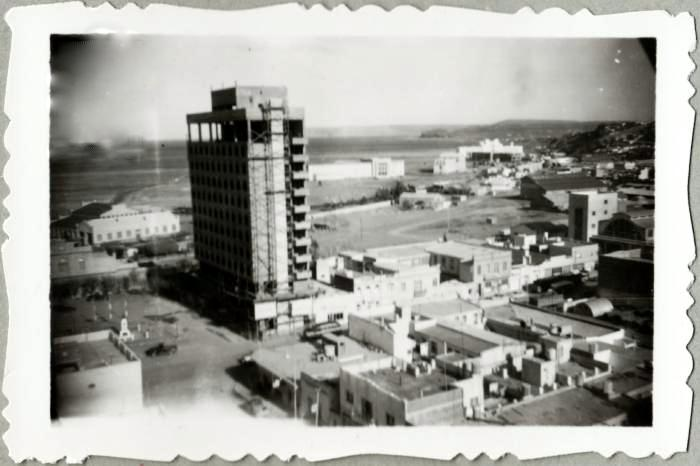
La torre en construcción a inicios de la década de 1960, aun rodeada de las instalaciones ferroviarias

## Galería

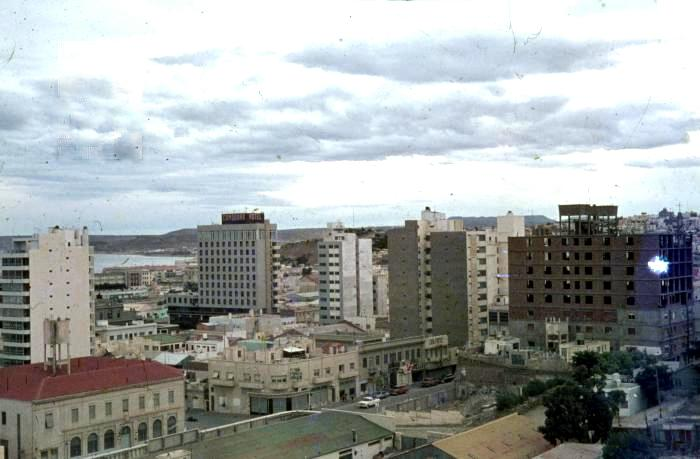
El panorama urbano modificado en la década de 1960 con la llegada de las torres de altura, entre ellas destaca el Comodoro Hotel
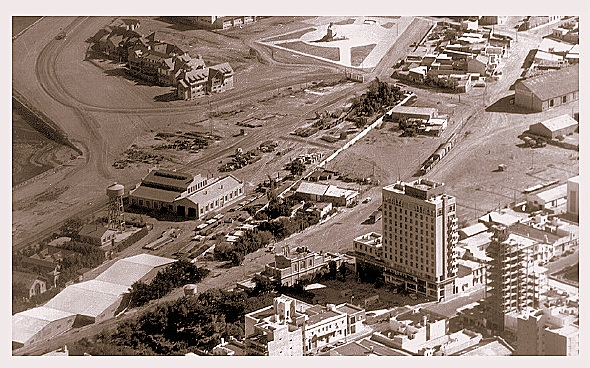
El hotel en la década de 1960.
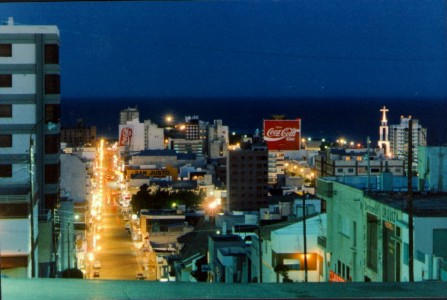
El centro comodorense en la década de 1990, al fondo se puede observar el edificio.
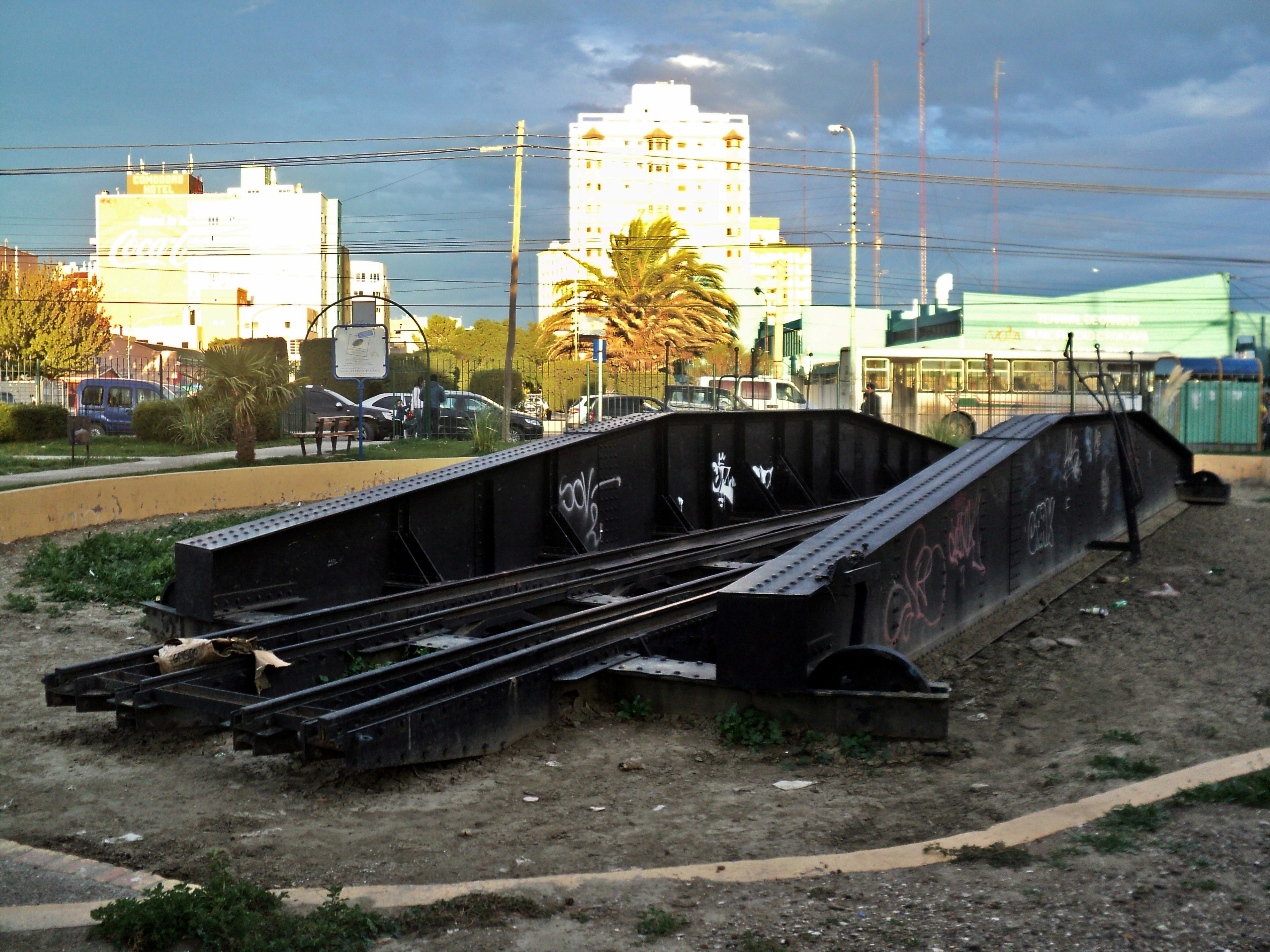
Vista desde plaza España.
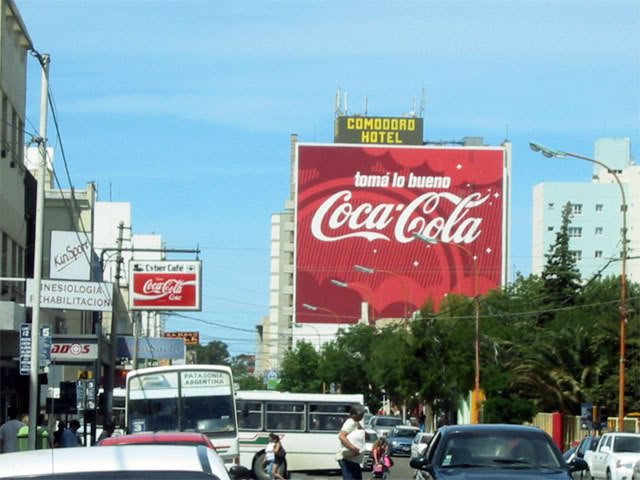
Medianera trasera con publicidad.
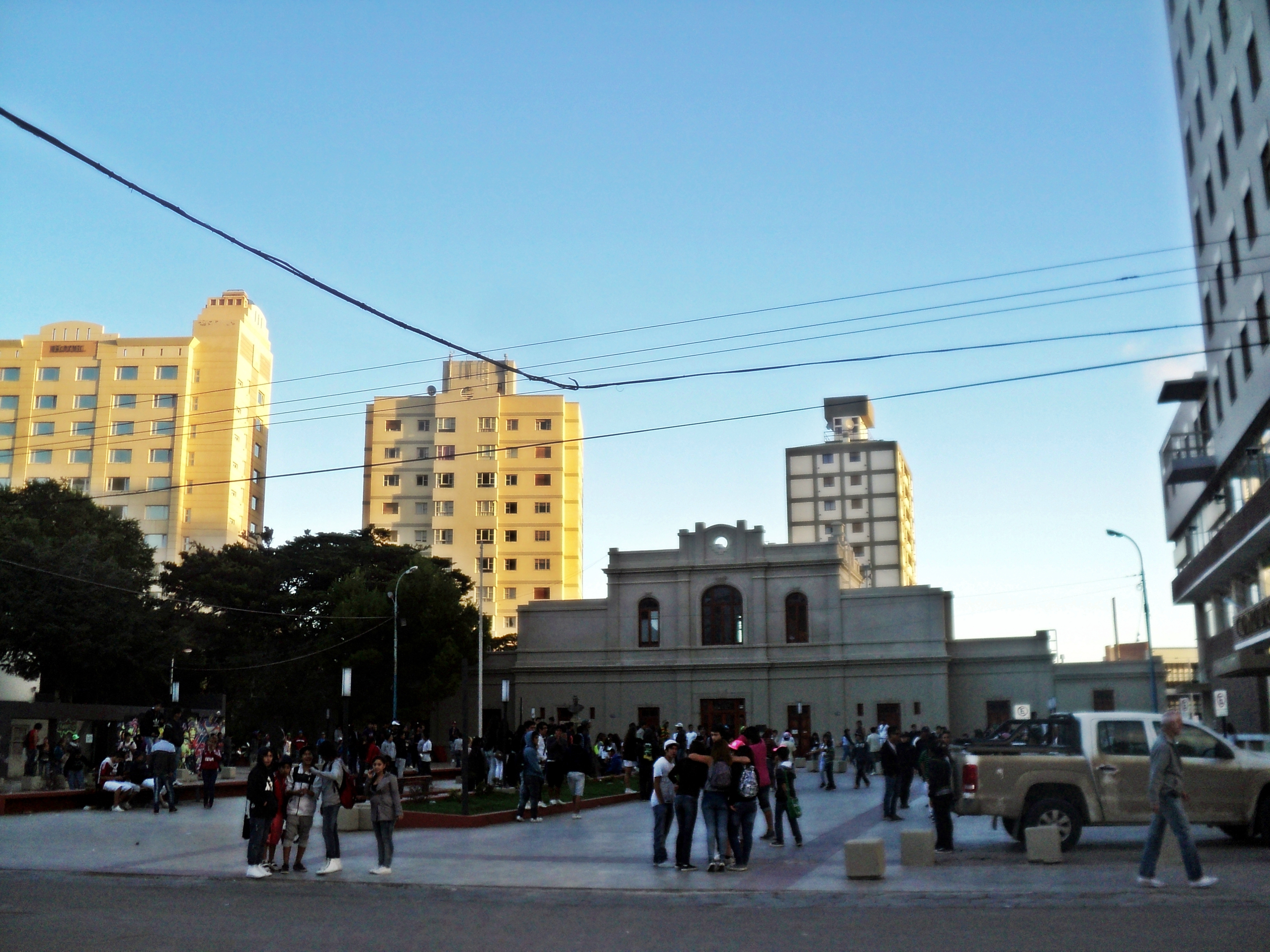
El área circundante al edificio completamente remodelada. Nótese a la ex estación de fondo y la limitación de estacionamientos impuesta.